# Condado de Johnson (Iowa)
El condado de Johnson (en inglés: Johnson County, Iowa), fundado en 1838, es uno de los 99 condados del estado estadounidense de Iowa. En el año 2000 tenía una población de 111 006 habitantes con una densidad poblacional de 78 personas por km². La sede del condado es Iowa City.

## Geografía
Según la Oficina del Censo, el condado tiene un área total de 1614 km² (623,2 mi²), de la cual 1590 km² (613,9 mi²) es tierra y 23 km² (8,9 mi²) es agua.

### Condados adyacentes
- Condado de Linn norte
- Condado de Cedar noreste
- Condado de Muscatine y Condado de Louisa sureste
- Condado de Washington suroeste
- Condado de Iowa oeste
- Condado de Benton noroeste

## Demografía
En el 2000 la renta per cápita promedia del condado era de $40 060, y el ingreso promedio para una familia era de $60 112. El ingreso per cápita para el condado era de $22 220. En 2000 los hombres tenían un ingreso per cápita de $36 279 contra $29 793 para las mujeres. Alrededor del 15.00% de la población estaba bajo el umbral de pobreza nacional.
| 1900   | 1910   | 1920   | 1930   | 1940   | 1950   | 1960   | 1970   | 1980   | 1990   | 2000    | Est.2009 |
| ------ | ------ | ------ | ------ | ------ | ------ | ------ | ------ | ------ | ------ | ------- | -------- |
| 24 817 | 25 914 | 26 462 | 30 276 | 33 191 | 45 756 | 53 663 | 72 127 | 81 717 | 96 119 | 111 006 | 131 005  |

## Lugares

### Ciudades
| - Coralville - Hills - Iowa City - Lone Tree | - North Liberty - Oxford - Shueyville - Solon | - Swisher - Tiffin - University Heights |

### Comunidades no incorporadas
| - Amish - Elmira - Cosgrove - Frytown - Morse | - Oasis - River Junction - Sharon Center - Sutliff - Windham |

### Principales carreteras
- Interestatal 80
- Interestatal 380
- U.S. Highway 6
- U.S. Highway 218/Carretera de Iowa 27
- Carretera de Iowa 1
- Carretera de Iowa 22

## Personajes ilustres
- John T. Struble (1831-1916) constructor y agricultor.
- Grant Wood, pintor.